# Hermann Ullstein
Hermann Ullstein (* 6. Juli 1875 in Berlin; † 22. November 1943 in New York City) war ein deutscher Verleger.

## Leben
Nach einer kaufmännischen Lehre bei einer Getreideexportgesellschaft in Russland trat Ullstein, jüngster Sohn von Leopold Ullstein (1826–1899), 1902 in das Familienunternehmen Ullstein Verlag ein und widmete sich dem Ausbau der Zeitschriften- und Buchabteilung. Ullstein erwarb mehrere Modezeitschriften und regte die Gründung der Zeitschriften „Die Dame“ und „Uhu“ an. Bei der Umwandlung des Unternehmens in eine Aktiengesellschaft 1921 wurde er Vorstandsmitglied und stellvertretender Vorstandsvorsitzender. Bereits 1911 trat er der Gesellschaft der Freunde bei.
1908 wurde nach den Plänen des Architekten Fritz Behrendt (1877–1941 oder −1967) das Landhaus von Hermann Ullstein in der Taunusstraße 7 in Berlin-Grunewald durch das Bauunternehmen Joseph Fränkel fertiggestellt.
Die Familie Ullstein musste sich 1934 von ihrem Unternehmen trennen, es wurde „arisiert“. Das Unternehmen wurde 1937 in Deutscher Verlag umbenannt und dem Zentralverlag der NSDAP angegliedert. Nach dem erzwungenen Verkauf des Verlags 1934 blieb Ullstein in Berlin, musste aber 1939 in die USA emigrieren und ließ sich als Privatmann in New York City nieder.
1952 erfolgte die Rückgabe des Unternehmens an die Familie Ullstein. Frederick Ullstein, der Sohn Hermann Ullsteins, übernahm das Buchgeschäft und leitete den Verlag bis 1959. 1956 erwarb Axel Springer eine 26-prozentige Beteiligung am Verlag, die er 1960 auf 83 Prozent, später auf 100 % ausweitete, womit der Ullstein Verlag zu einem integralen Bestandteil des Springer-Verlags wurde. 2003 wurde die Ullstein-Gruppe an den schwedischen Medienkonzern Bonnier verkauft und unter dem Namen Ullstein-Buchverlage in Berlin weiter geführt. Der von Leopold Ullstein gegründete Zeitungsverlag verblieb bei Springer.

## Publikationen
- Wirb und werde! Ein Lehrbuch der Reklame, Francke, Bern 1935
- The Rise and Fall of the House of Ullstein. Simon and Schuster, New York 1943.[3]
  - Das Haus Ullstein. Übersetzung von Geoffrey Layton. Mit einem Nachwort von Martin Münzel. Ullstein Buchverlage, Berlin 2013, ISBN 978-3550-08046-3. Auszüge[4]